# 服部駅 (岡山県)
服部駅（はっとりえき）は、岡山県総社市北溝手にある、西日本旅客鉄道（JR西日本）吉備線（桃太郎線）の駅である。駅番号はJR-U08。

## 歴史
- 1908年（明治41年）4月20日：中国鉄道吉備線足守 - 総社（現・東総社）間に新設[1]。
- 1944年（昭和19年）6月1日：中国鉄道鉄道部門が国有化、国鉄吉備線の駅となる[1]。
- 1968年（昭和43年）10月1日：荷物扱い廃止[1][2]、無人駅化[3]。
- 1987年（昭和62年）4月1日：国鉄分割民営化に伴い、JR西日本の駅となる[1]。
- 2007年（平成19年）
  - 7月18日：ICOCA対応簡易型自動改札機設置。
  - 9月1日：ICカード「ICOCA」の利用が可能となる。

## 駅構造
総社方面に向かって右側に単式ホーム1面1線を有する地上駅（停留所）。線路北側にホームがあり、そのホームに接して駅舎がある。また、男女別の水洗式便所が改札内ホーム上の東総社方に設置されている。
倉敷駅管理の無人駅。ICOCA利用可能駅であり、ICOCAの相互利用対象であるPiTaPa（スルッとKANSAI協議会）も利用可能。駅舎内に簡易型の自動改札機と自動券売機が設置されている。

## 利用状況
近年の1日平均乗車人員の推移は以下の通り。
| 乗車人員推移 | 乗車人員推移 |
| 年度         | 1日平均人数  |
| ------------ | ------------ |
| 1999         | 611          |
| 2000         | 615          |
| 2001         | 608          |
| 2002         | 624          |
| 2003         | 647          |
| 2004         | 642          |
| 2005         | 654          |
| 2006         | 630          |
| 2007         | 663          |
| 2008         | 705          |
| 2009         | 706          |
| 2010         | 736          |
| 2011         | 759          |
| 2012         | 770          |
| 2013         | 796          |
| 2014         | 780          |
| 2015         | 788          |
| 2016         | 809          |
| 2017         | 799          |
| 2018         | 820          |
| 2019         | 828          |
| 2020         | 482          |
| 2021         | 559          |

## 駅周辺

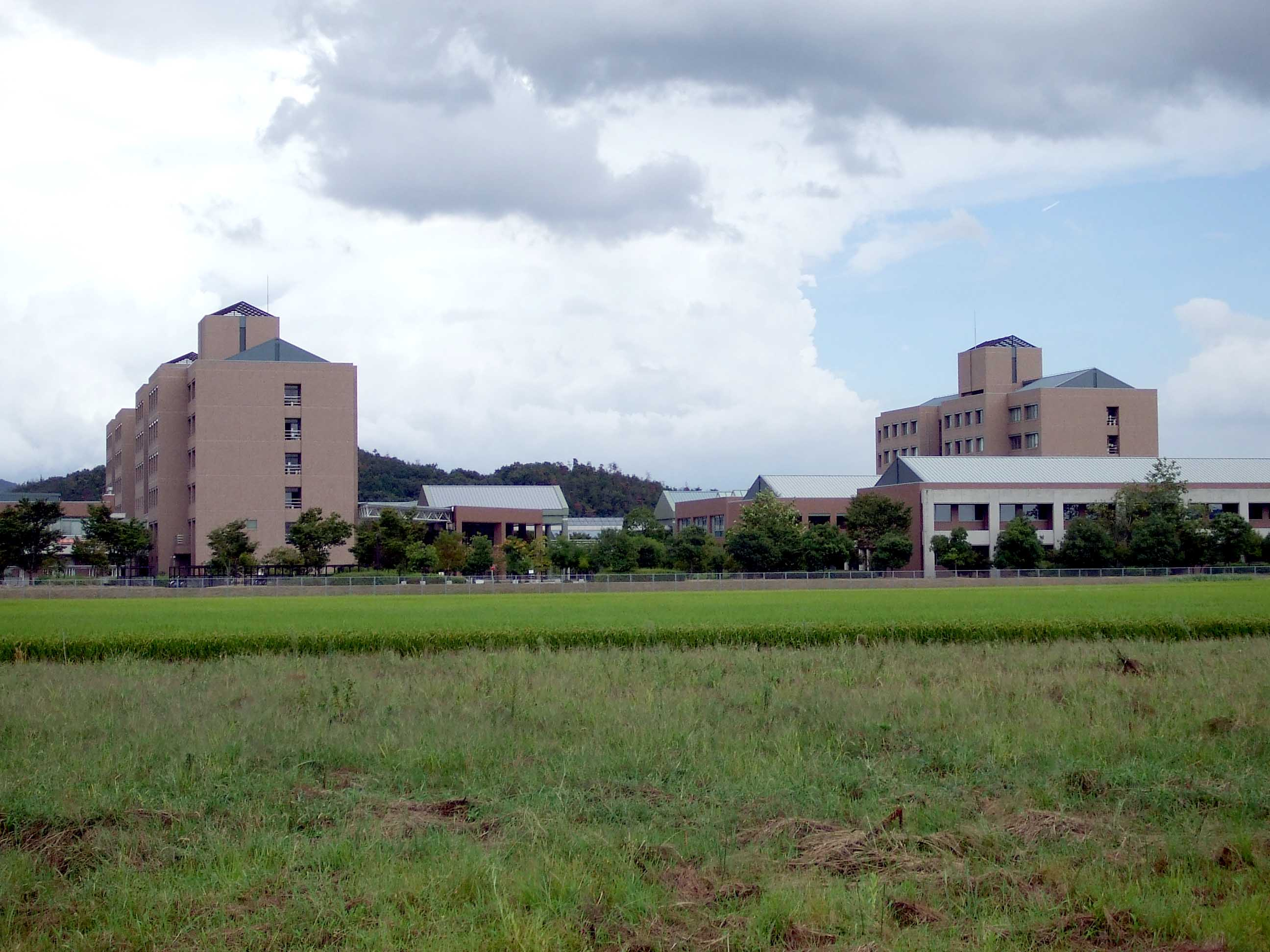
岡山県立大学

田が広がる中に住宅等が立地する。岡山県立大学が駅東側に位置し、その最寄駅となる。また駅北側を岡山自動車道が高架で走っており、駅前から望むことが可能。なお、駅前には簡素な自転車置場が整備されている。
- 岡山県立大学
- 総社警察署 鬼ノ城交番
- 国道180号
- 国道429号
- 岡山県道192号服部停車場線

## 隣の駅
西日本旅客鉄道（JR西日本）
 桃太郎線（吉備線）
足守駅 (JR-U07) - 服部駅 (JR-U08) - 東総社駅 (JR-U09)